# Turó de Montalegre
El Turó de Montalegre és una muntanya de 157 metres que es troba al municipi de Maçanet de la Selva, a la comarca de la Selva.